# 版權審裁處
版權審裁處（英語：The Copyright Tribunal）是香港法定機構之一，前稱播演權審裁處。根據香港法例第528章《版權條例》成立。該審裁處可就有關香港版權特許機構的收費所引起的爭議作出裁決。審裁處的主席及副主席均須具備獲委任為香港區域法院法官的資格。現任審裁處主席為孫靖乾。

## 外部連結
- 版權審裁處官方網站 （页面存档备份，存于）